# Enrique Ernesto Ruggia
 Enrique Ernesto Ruggia (Corrientes, Argentina – 25 de Julho de 1955 – Foz do Iguaçu, 13 de julho de 1974) foi um estudante de veterinária, da Faculdade de Agronomia de Buenos Aires. Tinha 18 anos quando se interessou pela possibilidade de integrar à luta guerrilheira na América Latina. Viajou para ao Brasil acompanhando Daniel José de Carvalho, Joel José de Carvalho, José Lavecchia, Onofre Pinto e Vitor Carlos Ramos integrantes do VPR (Vanguarda Popular Revolucionária), em 13 de Julho de 1974. Enrique é um desaparecido na ditadura militar brasileira, cujo caso é investigado pela Comissão da Verdade.

## Biografia
Nascido em 25 de Julho de 1955, em Corrientes, Argentina. Filho de Ana Violeta Bambula e de Atílio Carlos Ruggia, oficial da Gendarmaria, que recebeu o diagnóstico de esclerose múltipla, aos 26 anos de idade e foi aposentado.
O pai era apolítico, mas os filhos se tornaram militantes de esquerda, na adolescência. Enrique de aproximou ao peronismo.
Ao término do 2º grau, Enrique e sua irmã Lilian Ruggia foram estudar em Buenos Aires, e moravam em um bairro de estudantes, em San Pedro.
Em 1973, Jorge Rulli assume o campus de propriedade da Faculdade de Agronomia e Veterinária, para pesquisas dos alunos, na zona de Santa Lucía.  Rulli, que foi um militante da Resistência Peronista, começa fazer reuniões políticas no campus, as quais Enrique frequentava com os amigos.
Nesta mesma época, conhece Joel José de Carvalho, no campus da universidade. Joel, brasileiro de Muriaé, foi preso pelo DOI-CODI/SP em 05 de outubro de 1970, foi banido do Brasil em 13 de janeiro de 1971, em troca da libertação do embaixador Giovanni Enrico Bucher, da Suiça. Carvalho ficou no Chile até a deposição de Salvador Allende e então fugiu para Argentina.
Em 19 de Junho de 1974, o pai de Enrique morre. Cerca de um mês depois, ele diz à mãe que vai para Córdoba, mas conta a verdade para sua irmã, ele iria ao Brasil para se juntar a guerrilha. Esta foi a última vez que ele foi visto pela família.

## Desaparecimento e emboscada
Enrique embarca para o Brasil, clandestinamente, com Daniel José de Carvalho, Joel José De Carvalho, José Lavecchia, Onofre Pinto e Vitor Carlos Ramos para lutarem contra o regime militar, a convite de Alberi Vieira dos Santos, que segundo relatórios divulgados nos anos 90, era um agente infiltrado que os atraiu para a morte.
A viagem durou mais de 24 horas, e o grupo foi levado para o sitio de Niquinho Leite, parente de Alberi, que segundo relatórios, não tinha ciência do plano. O sítio ficava em Boa Vista do Capanema, onde chegaram no dia 12 de julho. Na noite do dia 13 de Julho, o grupo foi levado por Alberi e o motorista, de nome fictício, Otávio Camargo, ao que seria sua primeira ação revolucionária, a expropriação de uma agência do Banco do Estado do Paraná, em Medianeira.
No entanto, eles foram levados pela Estrada do Colono, em mata fechada, até atingir uma clareira, onde foram fuzilados pelos militares na Operação Juriti.
Enrique Ernesto Ruggia consta na lista dos desaparecidos políticos do anexo I, da lei 9.140/95, publicada no Diário Oficial da União, Brasília, n. 232, em 5 de dezembro de 1995.

## Investigação
Aluízio Palmar que foi militante do MR8 e do VPR, lançou o livro “Onde foi que vocês enterraram nossos mortos?”, em 2005, no qual conta os últimos dias de vida dos companheiros, o que é resultado de uma investigação de três décadas.
Em depoimento ao policial federal Adão Almeida, o motorista “Otávio Camargo” (nome resguardado) contou detalhes da chacina e indicou o local onde estariam os corpos. Em maio de 2005, a Secretaria Especial dos Direitos Humanos da Presidência da República procedeu à busca com os técnicos da Equipe Argentina de Antropologia Forense, mas não foi possível encontrar a cova.
Em 1993, em depoimento realizado na Câmara Federal, o ex-sargento e ex-agente do DOI-CODI de São Paulo e do Centro de Informações do Exército (CIE) Marival Dias do Canto Chaves confirmou a existência de uma operação para   capturar os militantes, na qual os principais alvos eram os irmãos Carvalho. Marival também confirmou que a Operação Juriti foi uma emboscada e que o do ex-sargento Alberi Vieira dos Santos era um agente infiltrado na VPR, que contatou Onofre Pinto sobre a fictícia área de treinamento de guerrilha numa chácara em Medianeira.
O ex- sargento Marival contou sobre a emboscada para a Revista ISTOÉ, a matéria foi publicada com o nome de “Os Matadores”, em 24 de março de 2004:
“A chácara (...) foi arranjada pelo então capitão Areski de Assis Pinto Abarca, chefe do serviço de inteligência do Quartel do Exército de Foz do Iguaçu, que, após a apuração, passou a integrar os quadros do CIE. (...) "Presos, os irmãos Carvalho, Lavéchia (sic), Vitor, Ruggia e Zorro foram torturados e executados imediatamente", conta Marival.”
Lilian Ruggia continua buscando pelo corpo do irmão. Em janeiro de 2011, durante uma visita a Buenos Aires, a presidente Dilma Rousseff, recebeu em mãos uma carta de Lilian pedindo a continuidade nas buscas pelos desaparecidos políticos e a revogação da Lei da Anistia.
Nos dias 27 e 28 de Março de 2013, Lilian prestou depoimento em uma audiência pública em Foz do Iguaçu, para Comissão Nacional da Verdade.
No dia 21 de maio de 2014, uma audiência da Comissão de Direitos Humanos (CDH) da Câmara confirmou que vai retomar a investigação sobre a Chacina do Parque Nacional do Iguaçu.

## Comissão da Verdade
Silva, militar que atuou como infiltrado na emboscada que matou Enrique Ernesto Ruggia e seus cinco companheiros, chamada de Massacre da Medianeira ou Chacina do Parque Nacional do Iguaçu, deu seu depoimento sobre o ocorrido na Comissão da Verdade do Paraná, em junho de 2013. Segundo o militar, ele e o sargento Alberi Vieira dos Santos se infiltraram como guerrilheiros da Vanguarda Popular Revolucionária (VPR). Este era um grupo clandestino que combatia a ditadura. O corpo dos seis guerrilheiros que foram mortos na armadilha nunca foram encontrados.
O sargento Alberi Vieira dos Santos era o principal ator da operação denominada de Juriti, atuando como "cachorro", apelido dado para indivíduos que após serem presos mudaram de lado e começaram a ajudar os militares. Segundo Silva, cinco dos guerrilheiros foram fuzilados em segundos. 
"Até eu que sabia me assustei", declara Alberi durante a Comissão da Verdade se referindo ao momento da morte dos guerrilheiros. 
O militar também falou, durante a sessão da Comissão da Verdade, sobre a morte de Enrique Ernesto Ruggia:
"Vi que ele se debatia, dei um tiro ali e acabou", contou. Logo após mudou a sua versão: "Houve (um tiro de misericórdia), mas quem deu eu não sei". 
Logo depois do massacre ter ocorrido, os militares serviram sanduíches aos infiltrados como forma de gratificação. Silva, ainda revelou na Comissão, que as memórias do massacre eram " uma tortura em sua cabeça" e que saiu do Exército porque "chegava um ponto em que não dormia sem calmante".
Em 2009 o Ministério Público Federal (MPF) chegou a abrir um inquérito em 2009 para apurar o desaparecimento de Enrique Ernesto Ruggia e seus cinco companheiros, porém o caso foi arquivado por falta de provas.